# فخر الدين الطريحي
الشيخ فخر الدين الطريحي (979 هـ - 1085 هـ). رجل دين وفقيه شيعي، إضافة لكونه محققاً لغوياً عربيا، وشاعر وأديب، ومؤلف عدد من الكتب والمؤلفات التي تعد من الكتب المهمة عند الشيعة. وهو محل توثيق عند عدد كثير من رجاليي الشيعة ومُحدّثيهم، ومنهم: عبد الله الأفندي،(1) والحر العاملي،(2) وحسن البلاغي،(3) وعبّاس القمي.(4)

## نسبه وولادته
هو الشيخ فخر الدين بن محمّد علي بن أحمد بن علي بن أحمد بن طريح بن خفاجه بن يعقوب الطريحي المسلمي العزيزي الأسدي الرماحي المنتهي نسبه إلى حبيب بن مظاهر الأسدي. لقب الطريحي هو نسبة إلى الشيخ طريح بن خفاجه جدّ الأسرة، والمسلمي نسبة إلى بني مسلم إحدى فصائل بني أسد، والعزيزي نسبة إلى آل عزيز أحد أفخاذ بنى مسلم، والأسدي نسبة إلى أسد بن بن خزيمة بن مدركة بن الياس بن مضر، والرماحي نسبة إلى مدينة الرماحية وهي إحدى المدن التي كانت تقع على ضقة نهر الفرات في ربوع خزاعة بالشامية على مقربة من النجف بالعراق، وقد اندرست في طغيان نهر الفرات سنة 1112 هـ، وعفّي أثرها.
ولد الطريحي سنة 979 هـ بمدينة النجف في العراق. ونشأ في أحضان والده، وعمه محمد حسين الطريحي، وبدأ طلب العلم والدراسة عندهما.

## من أساتذته
درس دراسته الحوزوية الأولية عند والده وعمه، كما درس عند:
- والده محمد علي الطريحي.
- عمّه محمد حسين الطريحي.
- محمد بن جابر النجفي.
- محمود بن حسام الجزائري.

## من تلامذته
| - محمد باقر المجلسي. صاحب كتاب بحار الأنوار. - هاشم التوبلاني. صاحب كتاب تفسير البرهان. - صفي الدين الطريحي (ابنه). - حسام الدين بن جمال الدين الطريحي (ابن أخيه). | - محمد بن الحسن الحر العاملي. - نعمة الله الجزائري. - محمد أمين بن محمد علي الكاظمي. - محمد طاهر الشيرازي القمي.‍ | - محمد بن عبد الرحمن المحدّث الحلّي.‍ - عناية الله بن محمّد حسين المشهدي. |

## شعره
نظم الطريحي الشعر، واقتصر في أكثره على مدائح ومراثي أهل البيت، وقد ضمن أكثر شعره في كتابه «المنتخب» وأكثره في رثاء الحسين بن علي. ومن شعره:
طـوبـى لمن أضحى هواكم قصده ** وإلـى مـحـبّـتـكـم إشارة رمزه
في قربكم نيل المسرّة والمنى ** وجـنـابـكـم مـتـنـزه المتنزه
قلـبـي يـهـيم بحبّكم تفريطه ** فـي مـثلـكـم والله غايـة عـجـزه
يضحى كدود القـز يُتعب نـفسه ** في نسجه وهلاكه في نسجه إسفاره

## مؤلفاته

غلاف كتاب مجمع البحرين ومطلع النيّرين.

| - نزهة الخاطر وسرور الناظر وتحفة الحاضر ومتاع المسافر. - غريب أحاديث الخاصة. - الضياء اللامع في شرح المختصر النافع. شرحٌ على كتاب المختصر النافع الذي هو من تأليف نجم الدين جعفر بن الحسن الحلي. - شفاء السائل في مستطرفات المسائل. ذكر الطهراني أنّه في علم مواقيت الصلاة في العروض القريبة والبعيدة. - الفخرية الكبرى. - إيضاح الأحباب في شرح خلاصة الحساب. - جامع المقال فيما يتعلق بأحوال الدراية والرجال. ويُسمّى أحياناً رجال الطريحي. - مجمع البحرين ومطلع النيّرين. - الاحتجاج في مسائل الاحتياج. ذكره الطهراني نقلاً عن بعض إجازات صفي الدين الطريحي (ولد المؤلف). - الأدلّة الدالّة على مشروعية العمل بالظن المستفاد من الكتاب والسنة. - الأربعون حديثاً. - تحفة الوارد وعقال الشارد. - تحفة الإخوان في تقوية الإيمان. ذكره الطهراني وقال في وصفه: ”ذكر فيه الأخبار الواردة في تفسير بعض الآيات ولا سيما النازلة منها في شأن العترة الطاهرة “. | - جامعة الفوائد. أُلّف هذا الكتاب رداً على الأخباري محمد أمين الاسترآبادي. - جواهر المطالب في فضائل علي بن أبي طالب. - ضوابط الأسماء واللواحق. - اللمع في شرح الجمع. - عواطف الاستبصار. وصف الطهراني محتواه قائلاً: ”بين فيه ما في أسانيد كتاب (الاستبصار) لشيخ الطائفة من عطف رجل على آخر. وعمد إلى تعيين المعطوف عليه في الموارد المحتملة بالقرائن الداخلية والخارجية“. - كنز الفوائد في تلخيص الشواهد. - مجمع الشتات في النوادر والمتفرّقات. - المتسطرفات في شرح نهج الهداة. أورده الطهراني في ذريعته تحت عنوان مستطرفات نهج البلاغة. - مشارق النور للكتاب المشهور. تفسيرٌ مختصر للقرآن. - المنتخب في جمع المراثي والخطب. هذا الكتاب مرتب على عشرين مجلساً، وفي كل مجلس أبواب وفي كل باب يذكر شيئاً مما يرويه الشيعة من فضائل لأهل البيت، والقصائد الرثائية التي تُقرأ في مجالس العزاء المتعارف عليها عند الشيعة. - النكت اللطيفة في شرح الصحيفة. هذا الكتاب شرحٌ على كتاب الصحيفة السجادية الذي يحتوي أدعية مروية عن علي السجّاد من طرق الشيعة، ويعد كتاباً مهماً لاحتوائه على الأدعية التي هي من العبادات عند الشيعة. |

## وفاته
توفي الشيخ الطريحي سنة 1085 هـ بمدينة الرماحية، ونقل للنجف ودفن في تربته وقبره معروف مشهور في داره التي كان يقطنها إلى عهد قريب أسرة آل الطريحي بقرب مسجده الذي صلى فيه زمناً.

## الهوامش
- 1 - ذكره عبد الله الأفندي في رياض العلماء وقال: ”وكان أعبد أهل زمانه وأورعهم، ومن تقواه أنّه ما كان يلبس الثياب التي خيطت بالإبرسيم، وكان يخيط ثيابه بالقطن“.[24]
- 2 - ذكره الحر العاملي في أمل الآمل فقال: ”إنه فاضل زاهد ورع عابد فقيه شاعر جليل القدر“.[25]
- 3 - قال عنه حسن البلاغي النجفي: ”كان أديباً فقيهاً محدّثاً، عظيم الشأن جليل القدر رفيع المنزلة، أورع أهل زمانه وأعبدهم وأتقاهم“.[26]
- 4 - قال عنه عباس القمي ”العالم الفاضل المحدّث الورع الزاهد العابد الفقيه الشاعر الجليل“.[27]